# Эстенссон, Нильс
Нильс Эстенссон (швед. Nils Östensson; 29 апреля 1918 года, Транстранд — 24 июля 1949 года, Рисбергет) — шведский лыжник чемпион Олимпийских игр 1948 года.

## Карьера
На Олимпийских играх 1948 года в Санкт-Морице, стал олимпийским чемпионом в эстафетной гонке и выиграл серебряную медаль в гонке на 18 км. В эстафете бежал первый этап и закончил его уверенным лидером выигрывая у идущих вторыми финнов почти 2 минуты, на последующих этапах партнёры Эстенссона по команде ещё больше укрепили преимущество, уверенно завоевав золотую медаль. В гонке на 18 км 32 секунды проиграл победителю, своего партнёу по команде Мартину Лундстрёму, и почти 2 минуты выиграл у ставшего третьим, другого своего соотечественника Гуннара Эрикссона. В гонке на 50 км участия не принимал.
Нильс Эстенссон погиб 24 июля 1949 года, разбившись на мотоцикле.